# Neopasites mojavensis
Neopasites mojavensis är en biart som först beskrevs av Linsley 1943.  Neopasites mojavensis ingår i släktet Neopasites och familjen långtungebin. Inga underarter finns listade i Catalogue of Life.